# Santa Ana Tavela
Santa Ana Tavela es una localidad del estado mexicano de Oaxaca. Es cabecera del municipio de Santa Ana Tavela.

## Demografía
| Censo | Población |
| ----- | --------- |
| 1900  | 498       |
| 1910  | 454       |
| 1921  | 710       |
| 1930  | 836       |
| 1940  | 910       |
| 1950  | 1030      |
| 1960  | 1322      |
| 1970  | 1345      |
| 1980  | 1218      |
| 1990  | 1351      |
| 1995  | 1137      |
| 2000  | 990       |
| 2005  | 1011      |
| 2010  | 906       |
| 2020  | 848       |